# ジョアン・バチスタ・ダ・シウバ
バチスタ (Batista) ことジョアン・バチスタ・ダ・シウバ（João Batista da Silva、1955年3月8日 - ）は、ブラジル出身の元同国代表サッカー選手。
ハードタックルによるボール奪取とパスセンスに長けた典型的なボランチで、パウロ・ロベルト・ファルカンらと共にSCインテルナシオナルの黄金期を支えた。
ブラジル代表で38試合に出場し、1982 FIFAワールドカップにも出場した。

## 経歴
SCインテルナシオナルのユース出身。1973シーズンから1部に在籍し、パウロ・ロベルト・ファルカン、マウロ・ガウボンらと共にクラブの黄金期を支え、1975年と1976年のセリエA連覇、1979年のセリエA無敗優勝などを達成した。その後グレミオFBPA、SEパルメイラスを経て、1983年からイタリアのSSラツィオに移籍、ヨーロッパでも一定の評価を得た。その後USアヴェッリーノに1年間在籍したものの、あまり活躍できず、1年間無所属となる。1987年からポルトガルのCFベレネンセスに移籍したが、シーズンを通して戦うだけの体力はなく、わずか8試合の出場にとどまった。1988年に母国復帰し、1990年に引退した。

## 代表歴
キャリアを通じて38試合に出場した。これはエジムンドの37試合よりも多い数字である。1982 FIFAワールドカップでは黄金のカルテットの影に隠れたが、それでも2試合に出場した。